# Хадърага
Хадърага (на турски: Hıdırağa) е село в Източна Тракия, Турция, Вилает Одрин.

## География
Селото се намира на 10 километра източно от Одрин.

## История
В XIX век Хадърага е българско село в Одринска кааза на Одринския вилает на Османската империя. Според „Етнография на вилаетите Адрианопол, Монастир и Салоника“, издадена в Константинопол в 1878 година и отразяваща статистиката на населението от 1873 година, Хадърага (Hadir Aga) има 56 домакинства и 233 българи.
Според статистиката на професор Любомир Милетич в 1912 година в селото живеят 44 български екзархийски семейства или 225 души.
При избухването на Балканската война в 1912 година двама души от Хадър ага са доброволци в Македоно-одринското опълчение.
Българското население на Хадърага се изселва след Междусъюзническата война в 1913 година.

## Личности
Родени в Хадърага
- Христо Георгиев, македоно-одрински опълченец, 3 рота на 5 одринска дружина[4]
- Дим. Иванов, македоно-одрински опълченец, 3 рота на 5 одринска дружина[5]